# Tumulus van Hottomont
De Tumulus van Hottomont of Tombe van Hottomont is een Gallo-Romeinse grafheuvel in het Waals-Brabantse Grand-Rosière-Hottomont in de Belgische gemeente Ramillies. De grafheuvel ligt ongeveer een kilometer ten zuidoosten van (Grand-Rosière-)Hottomont. Hij ligt op een hoog punt in het landschap, pal naast een Romeinse weg met de naam Rue Romaine, de oude weg van Tongeren en Keulen naar Bavay.
Aangezien er over deze heuvels in het algemeen gesteld wordt dat het de rustplaatsen zijn van beroemde generaals, beweren sommige mensen dat dit het graf van generaal Otto zou zijn (vandaar de naam van de plaats Hottomont). De opgravingen die in 1932 plaatsvonden konden die stelling niet bevestigen.
De diameter is ongeveer 50 meter en de grafheuvel is meer dan 10 meter hoog. Hij is gebouwd op een hoogliggende plek, met een imposante conische vorm van aarde, gekroond met bomen, omgeven door en uitkijkend over een agrarisch landschap.
Hij wordt genoemd als de "tombe d'Hottomont" op kaart nr. 114 van de Carte de Ferraris van 1777.
In 1971 werd de tumulus beschermd als monument. De omgeving ervan werd beschermd als landschap.

## Zie ook

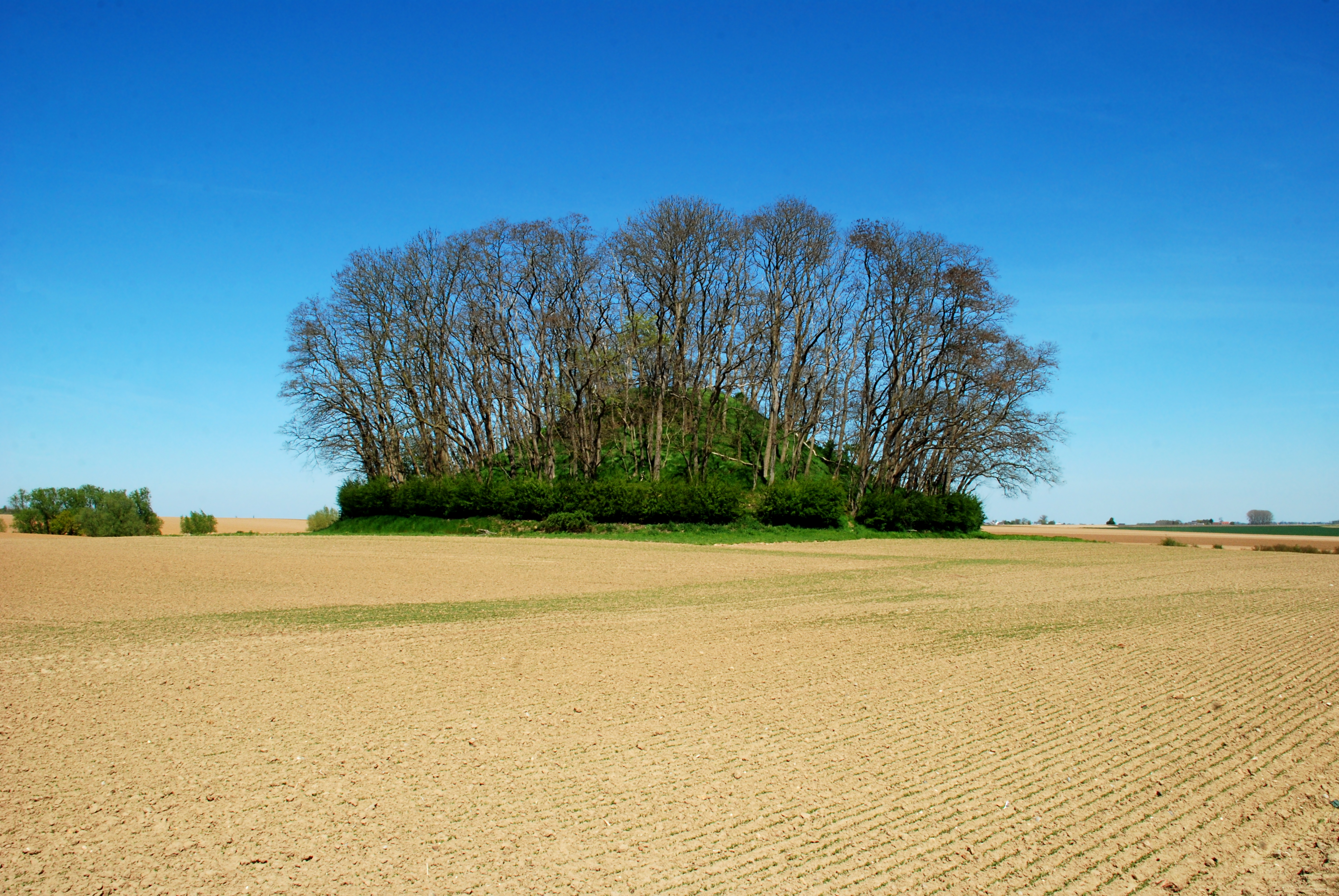
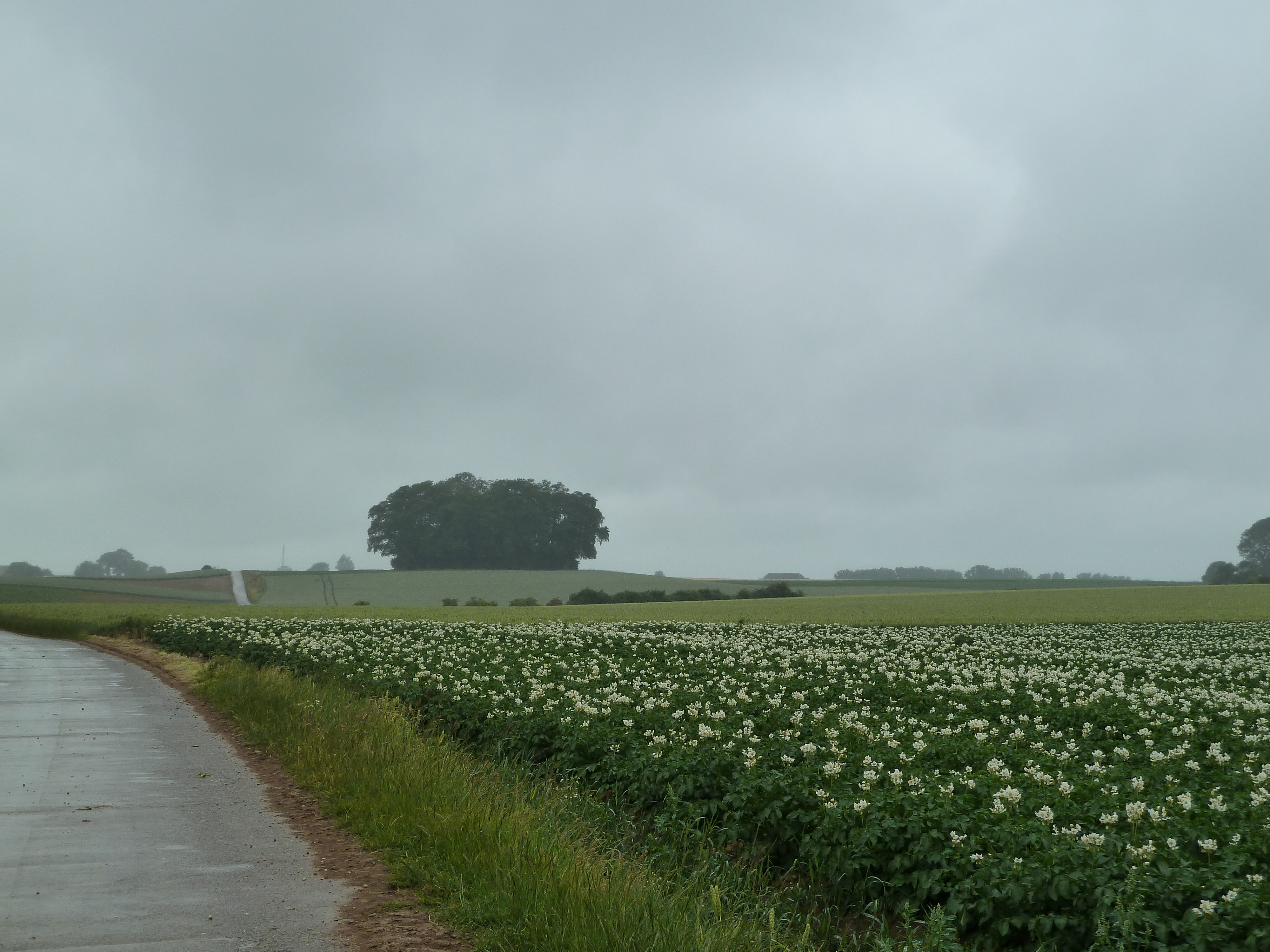
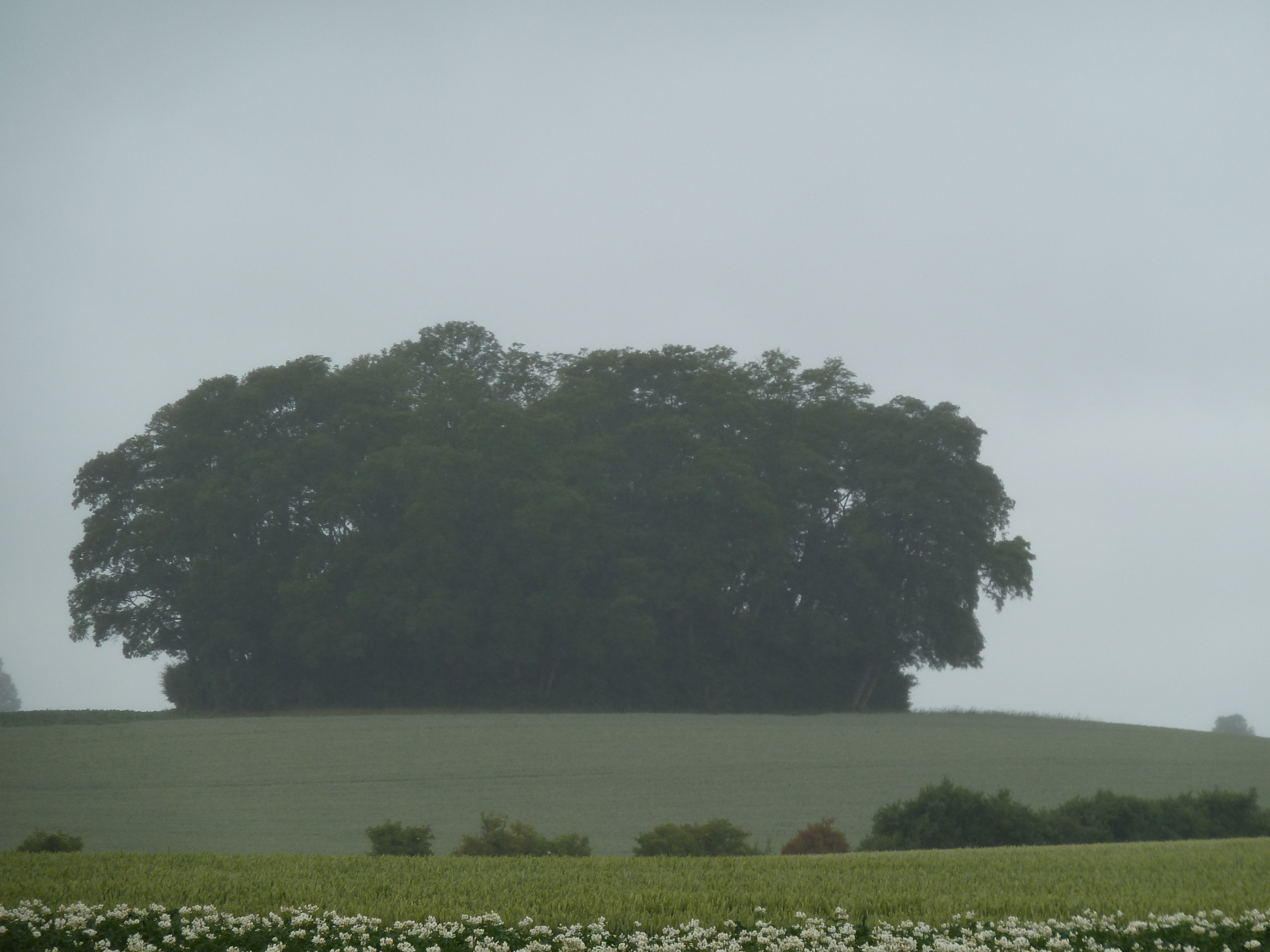
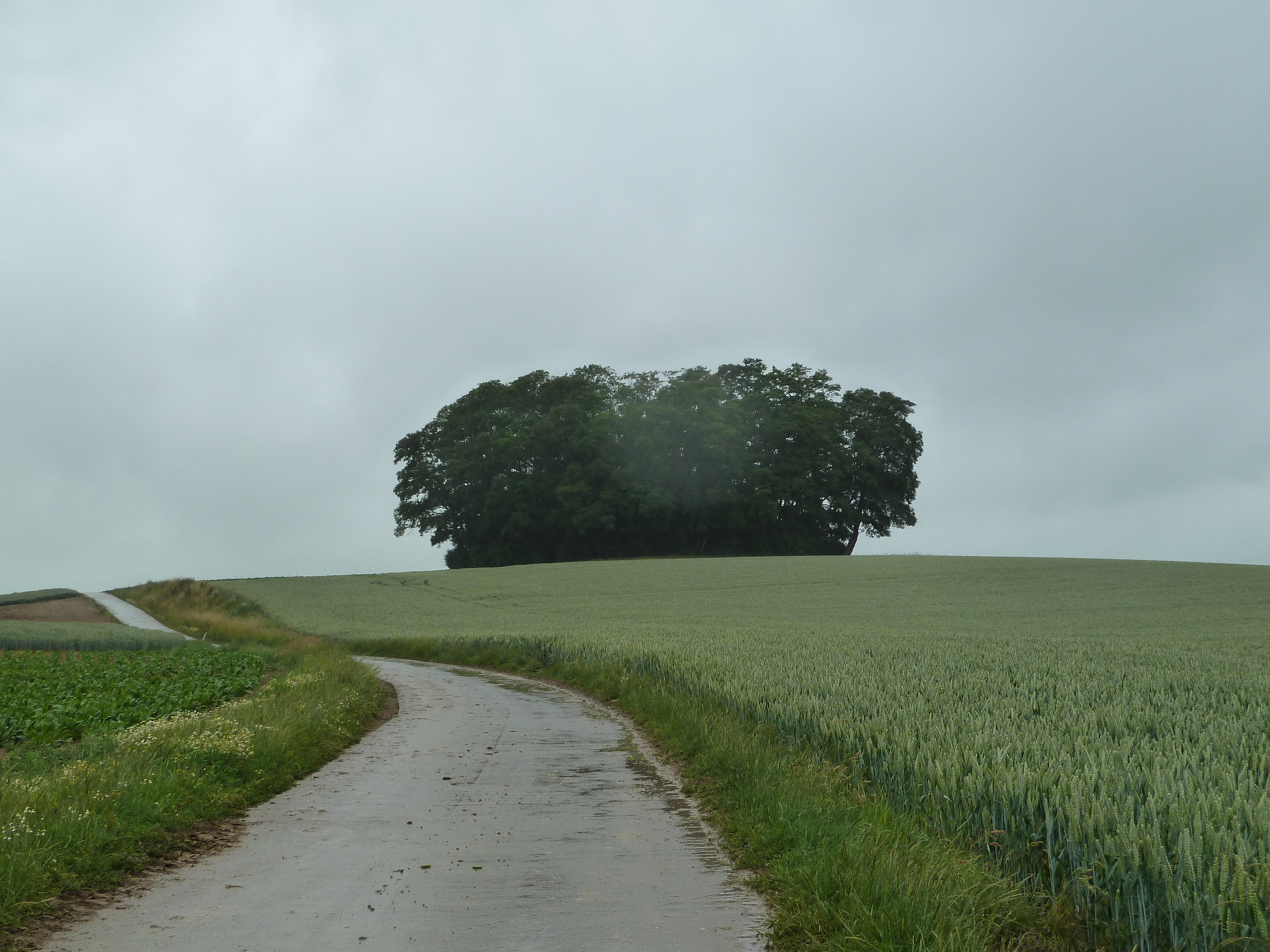
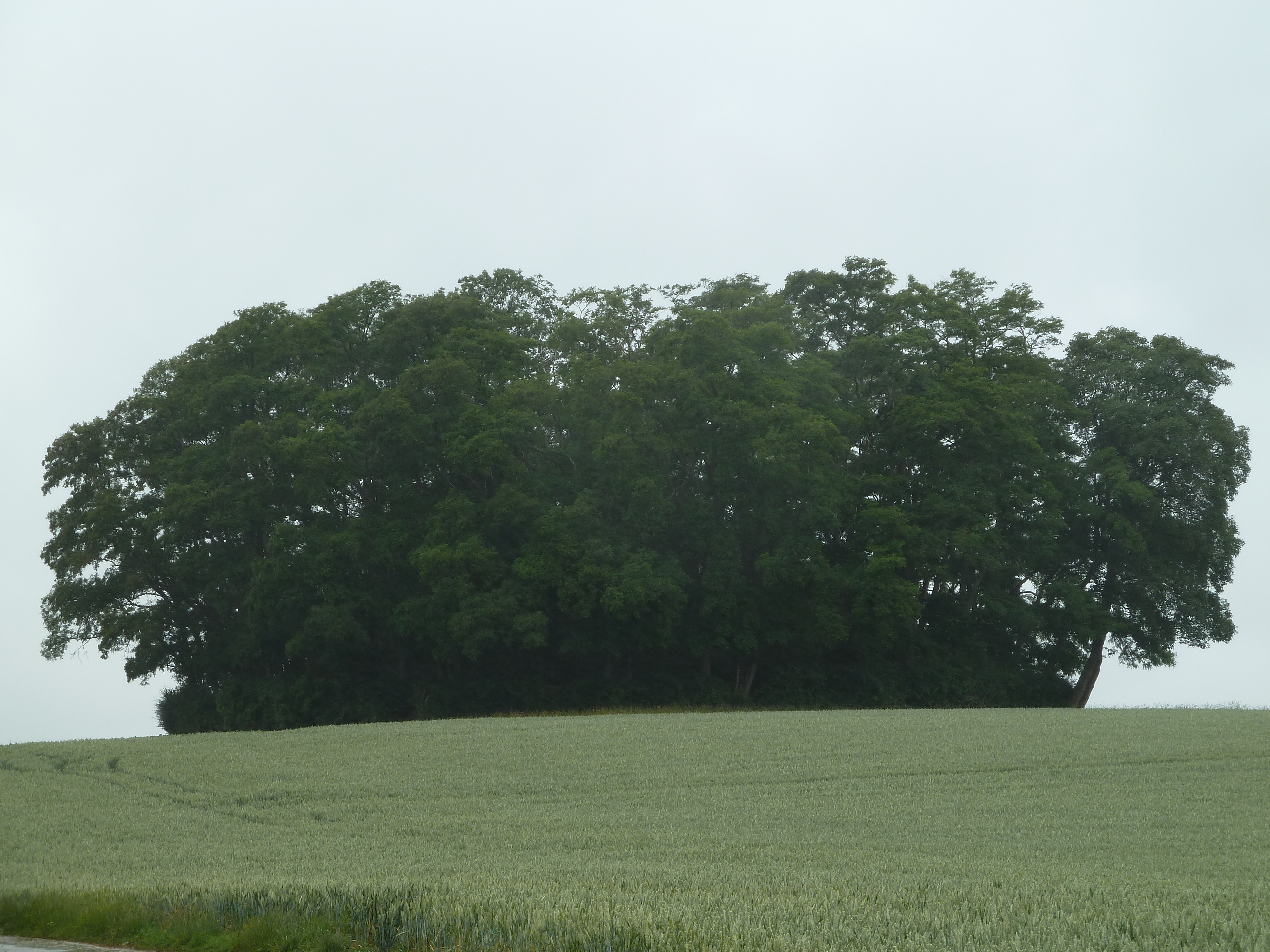
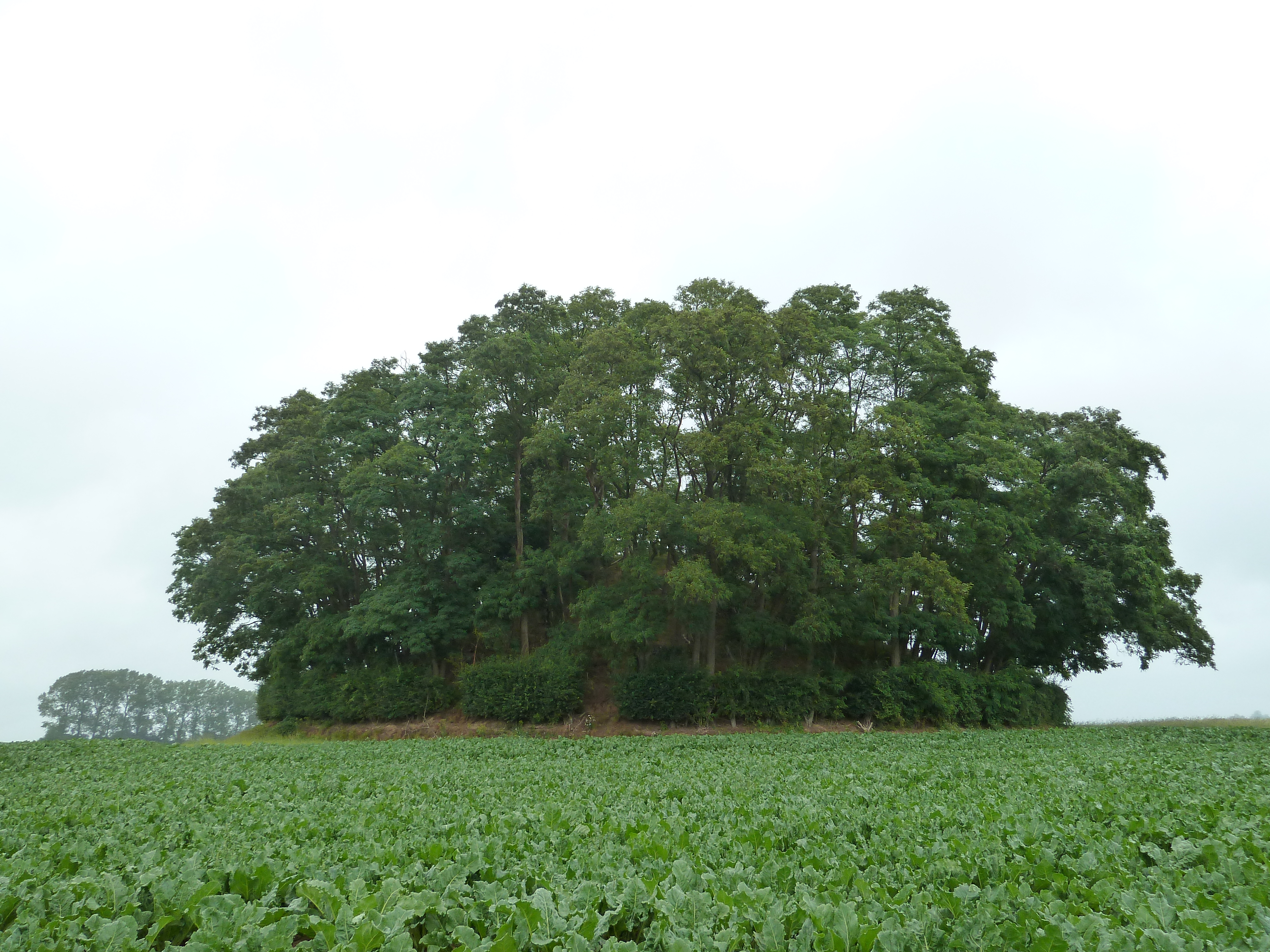